# Christopher Cross (album)
Christopher Cross är ett musikalbum av Christopher Cross, utgivet i januari 1980. Albumet var Cross' första album och det är producerat av Michael Omartian. Albumet vann pris som årets album av amerikanska Grammy-juryn. Låten Sailing vann dessutom tre Grammys, bland annat för bästa låt.
Albumet nådde Billboard-listans 6:e plats.

## Låtlista
Singelplacering i Billboard inom parentes
1. Say You'll Be Mine (#20)
2. I Really Don't Know Anymore
3. Spinning
4. Never Be The Same (#15)
5. Poor Shirley
6. Ride Like The Wind (#2)
7. The Light Is On
8. Sailing (#1)
9. Minstrel Gigolo

Samtliga låtar är skrivna av Christopher Cross.